# José Huertas González
José Huertas González, más conocido como «Invader #1», es un luchador profesional puertorriqueño semiretirado, muy conocido en su país y también en el extranjero. Llegó a luchar en varios lugares de Estados Unidos y del mundo. La mayor parte de su carrera se desarrolló en el World Wrestling Council en Puerto Rico donde debutó a mediados de los años 1970 y fue uno de los luchadores más queridos, apodado como «El Jibarito de San Lorenzo». 
Junto a «Invader #3» tuvo un breve pasaje en la WWC. En 1988 fue acusado del asesinato del también luchador Frank Goodish mejor conocido como «Bruiser Brody». Fue absuelto tras alegar que sus acciones fueron en defensa propia. 
Mientras militó en WWC tuvo también a su cargo el puesto de booker y agente de talentos. Fue despedido de la WWC en 2002, debido a diferencias con los promotores. Un año después debutó en la empresa rival IWA, de donde se retiró en 2006. Regresó a la lucha libre en 2011, volviendo a trabajar para la WWC de Victor Jovica y Carlos Colon.